# Étienne Bézout
Étienne Bézout (1730-1783) là nhà toán học người Pháp. Năm 1763, Bézout bắt đầu dạy toán trong quân đội Pháp. Năm 1758, ông trở thành viện sĩ của Viện Hàn lâm Khoa học Paris. Công trình chủ yếu của ông là đại số cao cấp. Ông đã nêu ra lý thuyết về định thức trong việc giải hệ phương trình bậc cao. chứng minh định lý về hai đường cong m và n cắt nhau không quá m.n điểm. Ông còn viết Giáo trình toán nổi tiếng, trong đó có nêu định lý về đa thức mang tên ông. Còn về đại số sơ cấp, ông phát triển phương pháp hệ số bất định để giải hệ phương trình. Tên của ông được dùng để đặt cho tiểu hành tinh 17285 Bezout.